# Ісмаїлов Тофік Кязим огли
Тофік Кязим огли Ісмаїлов (21 червня 1933, місто Баку, тепер Азербайджан — загинув 20 листопада 1991, село Каракенд, Нагірний Карабах, Азербайджан) — радянський державний діяч, державний секретар Азербайджанської Республіки, генеральний директор та головний конструктор Науково-виробничого об'єднання космічних досліджень Головкосмосу СРСР у місті Баку. Член ЦК КПРС у 1990—1991 роках. Народний депутат СРСР та член Президії Верховної ради СРСР (1989—1991). Доктор технічних наук, професор, академік Міжнародної інженерної академії.

## Життєпис
У 1956 році закінчив Московський електротехнічний інститут зв'язку.
У 1956—1959 роках — технолог, майстер, заступник начальника цеху, старший інженер заводу.
У 1959—1964 роках — провідний конструктор, в. о. начальника лабораторії науково-дослідного інституту в Москві.
Член КПРС з 1960 року.
У 1964—1966 роках — провідний інженер підприємства в Баку.
З 1966 року — доцент кафедри електротехніки Азербайджанського політехнічного інституту.
У 1968—1973 роках — головний інженер, начальник відділу наукових розробок та їх впровадження у виробництво Інституту фізики Академії наук Азербайджанської РСР.
У 1973—1982 роках — директор наукового центру «Каспій» Академії наук Азербайджанської РСР.
У 1982—1985 роках — генеральний директор, у 1985—1991 роках — генеральний директор — головний конструктор Науково-виробничого об'єднання космічних досліджень Головкосмосу СРСР у місті Баку.
18 жовтня — 20 листопада 1991 року — державний секретар Азербайджанської Республіки.
20 листопада 1991 року загинув у катастрофі вертольоту Мі-8 поблизу села Каракенд Мартунінського району Нагірно-Карабаської автономної області. Похований на Алеї почесного поховання в Баку.